# آرتور ساموئل براون
آرتور ساموئل براون (به انگلیسی: Arthur Samuel Brown) زادهٔ ۶ آوریل ۱۸۸۵ بازیکن فوتبال اهل انگلستان که سابقهٔ بازی در تیم ملی فوتبال انگلستان را در کارنامهٔ خود دارد. وی در تاریخ ۲۹ فوریه ۱۹۰۴ نخستین بازی ملی خود را در مقابل تیم ملی فوتبال ایرلند انجام داد و با حضور در ۲ بازی ملی، در تاریخ ۱۷ فوریه ۱۹۰۶ واپسین بازی ملی‌اش را در برابر تیم ملی فوتبال ولز برگزار کرد.
این بازیکن توانسته در بازی‌های ملی، ۱ گل به ثمر برساند.